# Haapamäki (stacja kolejowa)
Haapamäki (fiń. Haapamäen rautatieasema) – stacja kolejowa w Haapamäki, w gminie Keuruu, w regionie Finlandia Środkowa, w Finlandii. Jest węzłem kolejowym na linii Haapamäki–Pori, Tampere–Haapamäki, Haapamäki–Jyväskylä i Haapamäki–Seinäjoki.
Ruch kolejowy był intensywny aż do 1970 roku, kiedy została otwarta linia Tampere–Seinäjoki w 1971 roku i przejęła większość ruchu kolejowego.
| Haapamäki                             |  |                                   |
| Linia Haapamäki–Pori (194,000 km)     |  |                                   |
| Yltiäodległość: 9,000 km              |  |                                   |
| Linia Tampere–Haapamäki (106,500 km)  |  |                                   |
| Ristimäkiodległość: 2,500 km          |  |                                   |
| Linia Haapamäki–Jyväskylä (77,200 km) |  |                                   |
| Keljoodległość: 1,800 km              |  |                                   |
| Linia Haapamäki–Seinäjoki (0,000 km)  |  |                                   |
|                                       |  | Valkeiskangas odległość: 7,000 km |